# طرق التحرر البوذية
يوصَف الطريق البوذي (ماغا) إلى التحرر، الذي يشار إليه أيضًا باسم التنوير في البوذية، في مجموعة واسعة التنوع من الطرق. الكلاسيكي منها هو الطريق النبيل الثماني، الموصوف في سوتا بيتاكا، حيث يسبقه أيضًا نسخة أقدم. يوجد عدد من طرق التحرر ضمن مختلف التقاليد وعلم اللاهوت البوذي.

## بداية البوذية
هناك شروح شتى حول طريق التحرر في النصوص البوذية الأولى، والأمثلة التالية مستمدة من مجموع نصوص نيكايا الباليّة.

### الطريق النبيل الثماني
إن الطريق النبيل الثماني معروف على نطاق واسع على أنه وصف الطريق البوذي. يُلخص في سوتا بيتاكا على النحو التالي:
قال المُبارك: «والآن ما هو، أيها الرهبان، الطريق النبيل الثماني؟ إنه الرأي السليم، والعزم السليم، والكلام السليم، والفعل السليم، وكسب الرزق السليم، والكدّ السليم، واليقظة السليمة، والتركيز السليم».

### التسلسلات المتعددة في نصوص نيكايا الباليّة
يمكن إيجاد تسلسلات بديلة، وربما أقدم، لمحطات طريق الخلاص البوذي في أنحاء شريعة بالي.

#### تيفيجا سوتا
وفقًا لفيتر، يمكن إيجاد تسلسل قياسي للتطورات في نصوص نيكايا، ما قد يسبق الحقائق النبيلة الأربعة الأكثر نمقًا. الآية 40 – 75 من تيفيجا سوتا (ديكها نيكايا 13):
- الآية 40: يُولد في العالم تاثاغاتا، الذي يلقّن الآخرين معرفته.
- الآية 41: ينصت رب البيت لتلك الحقيقة، يكتسب الإيمان، ثم ينطلق قدمًا من حياة الأسرة إلى حالة التشرد.
- الآية 42: يقضي حياته متحفظًا، وحسن السلوك، وحارسًا باب حواسه؛ يقظًا ورصينًا.
- الآية 43 – 75: ينتج عن هذا:
  - طمأنينة القلب الناتجة عن الشعور بالاستقامة.
  -  الطريقة التي يحرس بها أبواب حواسه.
  - الطريقة التي يكون بها يقظًا ورصينًا.
  - عادة الرضا بالقليل، وتبني البساطة في الحياة.
  - إخضاعه العقبات الخمسة، يرافق كل منها مثال إيضاحي.
  - تغمر البهجة والسلام، الناتجان عن هذا الإخضاع، كامل كيانه.

#### كولا – هاتثيبادوباما – سوتا
وفقًا لروك باكنيل، يبرز ترتيب آخر لمراحل الطريق في أماكن مختلفة من ماجهيما نيكايا، ويمكن إيضاحه باستخدام قائمة المراحل التالية المأخوذة من كولا – هاتثيبادوباما – سوتا (محادثة أقل حول تشابه آثار أقدام الفيل).
1. دهاما / سادها/ باباجا: ينصت رجل من العامة إلى بوذا يعلّم الداما، يقترب ليؤمن به، ويقرر أن يرتسم راهبًا.
2. سيلا: يعتنق الوصايا الأخلاقية.
3. إندرياسامفارا (عامل الكد السليم): يمارس «حراسة أبواب الحواس الستة».
4. ساتي – سامباجانا: يمارس اليقظة والرصانة (توصف فعليًا على أنها يقظة الجسد، كايانوساتي).
5. جهانا 1: يجد بقعة معزولة ليتأمل فيها، يصفي ذهنه من العقبات (نيرفانا)، ويحرز أول روبا – جهانا.
6. جهانا 2: يحرز الجهانا الثانية.
7. جهانا 3: يحرز الجهانا الثالثة.
8. جهانا 4: يحرز الجهانا الرابعة.
9. بوبينيفاسانوساتي – نانا: يلاحظ وفيات الكائنات وولاداتها الثانية وفقًا لكارماتها (أقدارها).
10. ساتانام كوتوباباتا – نانا: يجلب الدمار على الأسافات (الآكلات)، ويحرز إدراكًا أعمق (نقيضًا لمجرد معرفة) الحقائق الأربعة النبيلة.
11. فيموتي: يدرك أنه الآن مُحرر، وأنه قد فعل ما كان ينبغي فعله.

#### ماها – أسابورا – سوتا
وفقًا لباكنيل، يعطي بوذا في هذه السوتا قائمة «الأشياء التي ينبغي على المعتكفين والبرهميين فعلها» التالية:
1. هيري – أوتابا: ينمي المعتكف أو البرهمي إحساسًا بالخزي والخوف من الملامة.
2. باريسودها كايا – ساماكارا: ينمي سلوكًا جسديًا نقيًا.
3. باريسودها فاسي – ساماكارا: ينمي سلوكًا خطابيًا نقيًا.
4. باريسودها مانو – ساماكارا: ينمي سلوكًا ذهنيًا نقيًا.
5. باريسودها أجيفا: ينمي كسب رزق نقي.
6. إندرياسامفارا: يحرس بوابات الحواس الستة.
7. بهوجاني ماتانوتا: يطبق انضباطًا في الطعام.
8. جاغاريا: يمارس تيقظًا.
9. ساتي – سامباجانا: يصبح يقظًا ورصينًا.
10. الجهانا الأولى.
11. الجهانا الثانية.
12. الجهانا الثالثة.
13. الجهانا الرابعة.
14. بوبينيفاسانوساتي – نانا: يتذكر حالات وجوده السابقة.
15. ساتانام كوتوباباتا – نانا: يراقب وفيات الكائنات وولاداتها الثانية.
16. أسافاكهايا – نانا – فيموتي: يدمر الأسافات، يدرك الحقائق النبيلة الأربعة، ويفهم أنه أصبح مُحررًا.

#### سيكها سوتا
وفق باكنيل، يستنهض بوذا أناندا في سيكها سوتا لتعليم «منهج دارسٍ» لمجموعة من التلاميذ، ويجري الأمر كما يلي:
1. السيلا.
2. إندرياسامفارا.
3. بهوجاني ماتانوتا، الانضباط في الطعام.
4. جاغاريا، التيقظ.
5. ساتا سادهاما: يطور «الخصال الممتازة» السبعة (سادها، هيري، أوتابا، باهوسوتا، فيريا، ساتي، بانا – الإيمان، الإحساس بالخزي، خشية الملامة، سماع الكثير، الطاقة، اليقظة، البصيرة).
6. جهانا، يحرز الجهانات الأربعة بسهولة.
7. بوبينيفاسانوساتي – نانا: يتذكر حالات وجوده السابقة.
8. ساتانام كوتوباباتا – نانا: يراقب وفيات الكائنات وولاداتها الثانية.
9. أسافاكهايا – نانا – فيموتي: يدمر الأسافات، ويفهم أنه أصبح مُحررًا.

#### التسلسلات المتعددة في نصوص مادهياما أغاما
وفقًا لبيكهو سوجاتو، تضمن المادهياما أغاما الصينية الخاصة بمدرسة سارفاستيفادا إيضاحًا حول الطريق التدريجي غير متوفر في نصوص نيكايا البالية الخاصة بمدرسة التيرافادا. يحدد ثلاثة إيضاحات رئيسية منها، من السوترات التالية: إم أيه 44، وإم أيه 54، وإم أيه 55:

#### إم أيه 44
اليقظة والفهم الجلي ← حماية مدارك الحواس ← حماية الوصايا ← عدم الشعور بالندم ← الابتهاج ← النشوة ← الغبطة ← سامادهي ← المعرفة ورؤية ما أصبحت عليه الأشياء ← النفور ← خبو الشهوة ← التحرر ← نيبانا.

#### إم أيه 54
الاحترام والإقبال ← الاقتراب ← الاستماع للدهاما السليمة ← الإصغاء ← التفكير بمعنى الدهاما ← تعلم الدهاما عن ظهر قلب ← التلاوة ← القبول التأملي ← الإيمان ← التفكير السويّ ← اليقظة والإدراك الجلي ← حماية مدارك الحواس ← حماية الوصايا ← عدم الشعور بالندم  ← الابتهاج ← النشوة ← الغبطة ← سامادهي ← المعرفة ورؤية ما أصبحت عليه الأشياء ← النفور ← خبو الشهوة ← التحرر ← نيبانا.

#### إم أيه 55
الجهل ← النشاطات النظرية ← الفهم ← الاسم والشكل ← الحواس الستة ← الاتصال ← الإحساس ← الصبابة ← الاكتساب ← الوجود ← الولادة ← التقدم في العمر والموت ← المعاناة ← الإيمان ← التفكير السويّ ← اليقظة والإدراك الجلي ← حماية مدارك الحواس ← حماية الوصايا ← عدم الشعور بالندم  ← الابتهاج ← النشوة ← الغبطة ← سامادهي ← المعرفة ورؤية ما أصبحت عليه الأشياء ← النفور ← خبو الشهوة ← التحرر ← نيبانا.